# Paljevo (Słowenia)
Paljevo – wieś w Słowenii, w gminie Kanal ob Soči. W 2018 roku liczyła 14 mieszkańców.